# Zyklon

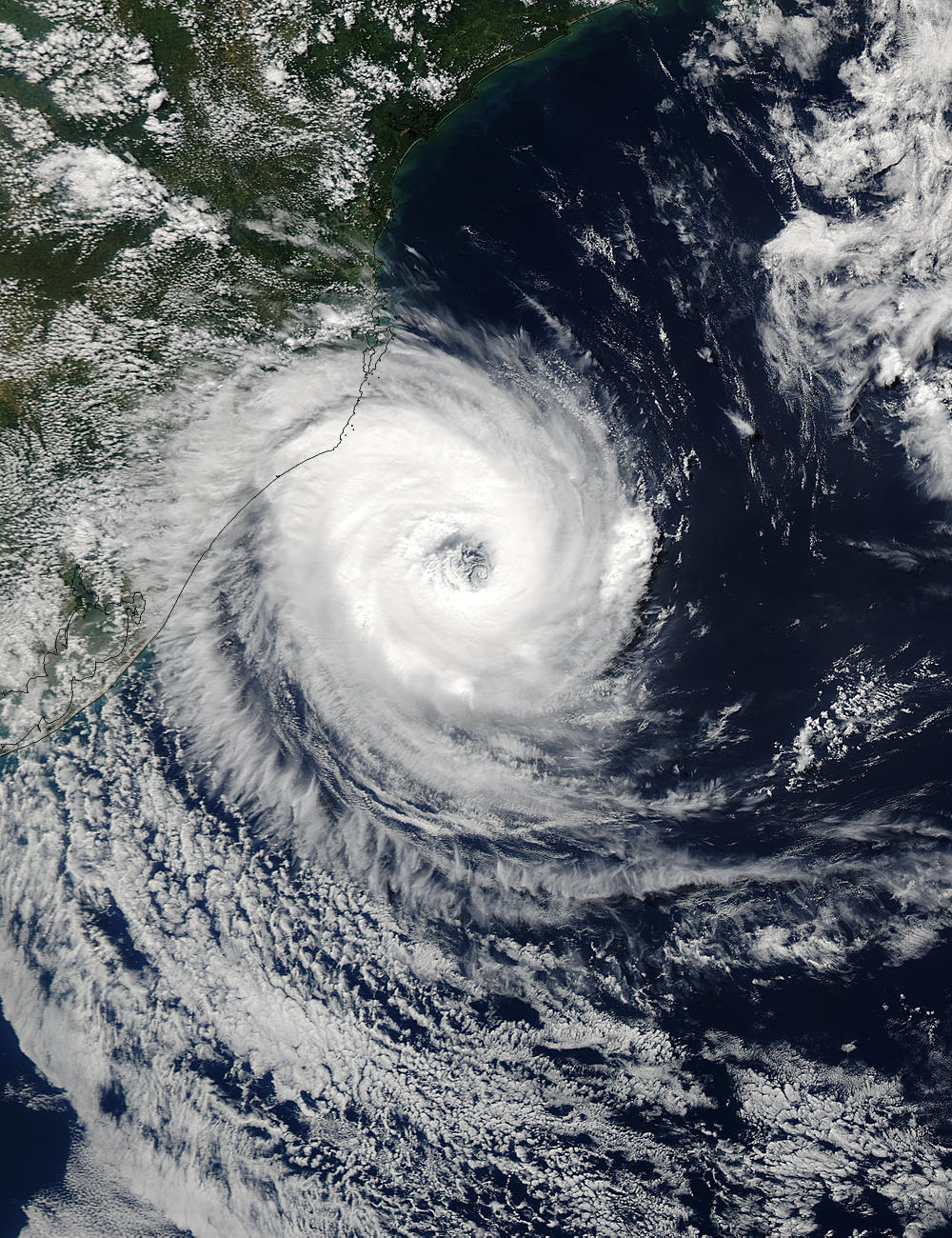

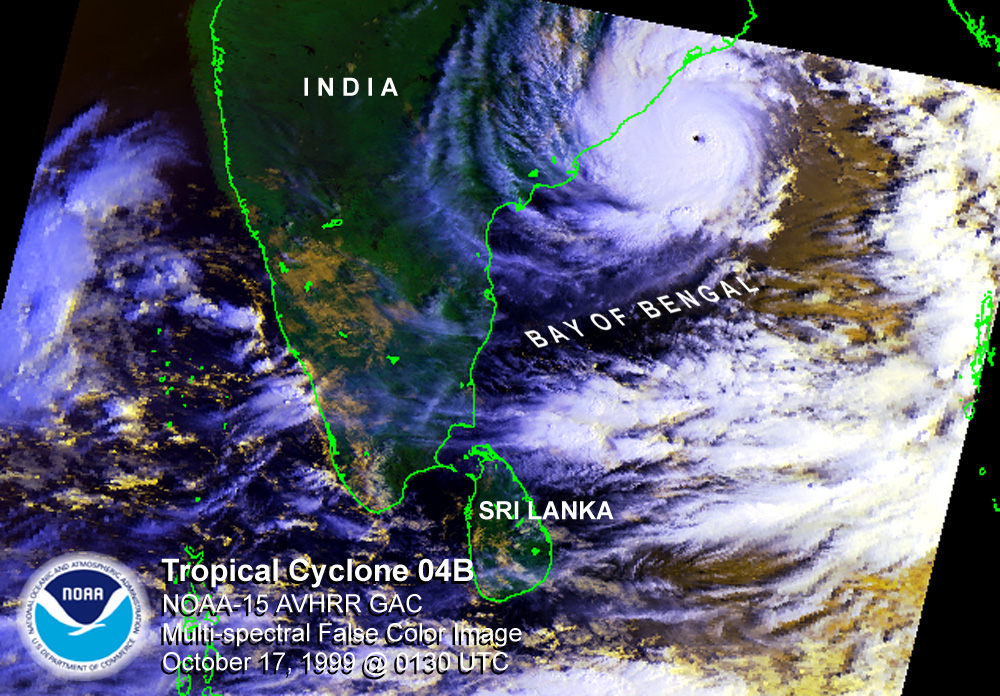
Zyklon vor der indischen Küste

Als Zyklon ([t͡syˈkloːn]; von griechisch κύκλος kyklos, deutsch ‚Kreis/Umkreis‘) werden in der Meteorologie die tropischen Wirbelstürme im Indischen Ozean (Golf von Bengalen und Arabisches Meer) und im Südpazifik bezeichnet. Auch die im Indischen Ozean südlich des Äquators vorkommenden heftigen Wirbelstürme im Bereich von Mauritius, La Réunion, Madagaskar und der afrikanischen Ostküste sowie in der australischen Region werden als Zyklone bezeichnet. In Australien werden die Zyklone traditionell auch „Willy-Willy“ genannt. Ebenfalls als Zyklon bezeichnet wurden die bislang äußerst selten entstandenen tropischen Wirbelstürme im Südatlantik, sofern sie Windgeschwindigkeiten in Orkanstärke erreichten.

## Entstehungsgebiete von Zyklonen
Zyklone haben drei Hauptentstehungsgebiete:
- Im nördlichen Indischen Ozean (kurz: Indik) entstehen sie vor allem in der Zeit vor und nach dem Sommermonsun, in den Monaten Mai und Juni sowie Oktober und November, entweder im Arabischen Meer oder im Golf von Bengalen.
- Im Indischen Ozean südlich des Äquators entstehen Zyklone während der Sommermonate auf der Südhalbkugel. Diese Wirbelstürme gefährden vor allem Mauritius, La Réunion, Madagaskar und die afrikanische Ostküste.
- Rund um Australien bilden sich zwischen November und April ebenfalls tropische Zyklone: Diese entstehen vor allem in der Arafurasee und gefährden besonders das Northern Territory und den Norden von Western Australia, außerdem in der Korallensee. Sie ziehen dabei entweder westwärts an die Küste von Queensland oder nach Südosten, wo sie die Inselstaaten des südlichen Pazifiks gefährden.

### Nördlicher Indik
Die Hauptgefahr der tropischen Zyklone im Nordindik entsteht in den niedrigen Küstengebieten Ostindiens, Bangladeschs und Myanmars durch die mitunter mehr als zehn Meter hoch auflaufenden Wellen. Hinzu kommen Überschwemmungen durch die oft sehr hohen Niederschlagsmengen, die ein tropischer Wirbelsturm mit sich führt. Als folgenschwerster Zyklon überhaupt gilt der Zyklon in Ostpakistan 1970, bei dem 300.000 bis 500.000 Menschen ums Leben kamen. Einer der schwersten Zyklone in den vergangenen Jahren traf am 29./30. Oktober 1999 mit Windgeschwindigkeiten über 260 km/h auf das Festland von Ostindien. Über 50 Schiffe sanken im Hafen von Paradeep (einem der Hauptseehäfen des indischen Staats Odisha), über 10.000 Menschen starben.
Signifikante Zyklone im nördlichen Indik (Auswahl)

Satelliten-Track Mocha vom 13. Mai 2023

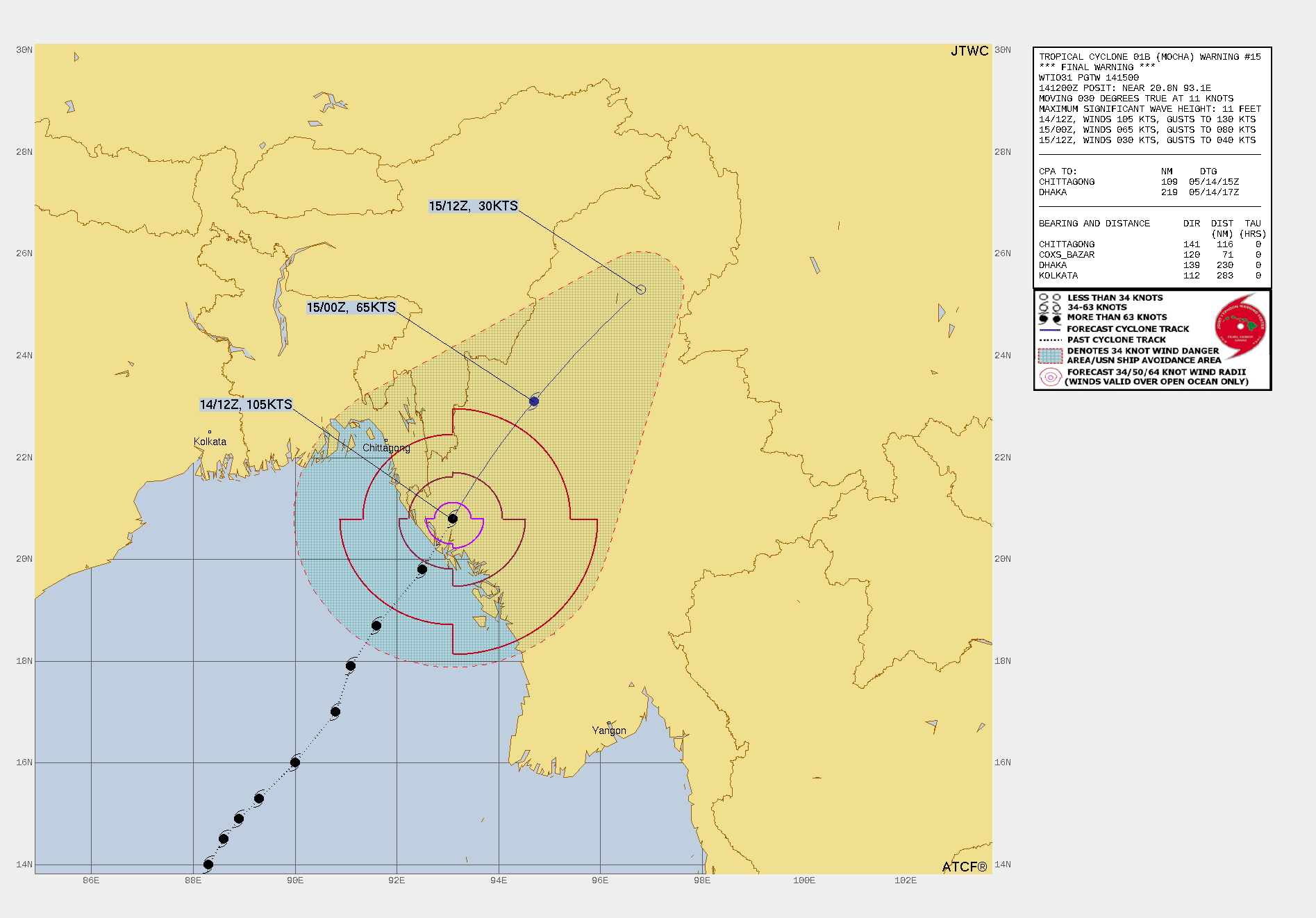
Zugbahn-Vorhersage Mocha 14. Mai 2023

- 7.–13. November 1970, Ostpakistan: Zyklon in Ostpakistan 1970, 300.000 bis 500.000 Tote
- 14.–20. November 1977, Ostindien: Namenlos, rund 10.000 Tote[4]
- 22.–30. April 1991, Bangladesch: Bangladesch-Zyklon von 1991, über 138.000 Tote
- 1.–7. November 1996, Ostindien und Bangladesch: Namenlos, 621 Tote[5]
- 1.–9. Juni 1998, Indien: Namenlos, über 3.000 Tote[6]
- 25. Oktober–3. November 1999, Ostindien: Namenlos, über 10.000 Tote
- 11.–16. November 2007, Bangladesch: Sydr, min. 3.447 Tote
- 7. April–3. Mai 2008, Myanmar: Nargis, Kategorie 2, rund 130.000 Tote
- 21. Februar 2016: Winston
- 17.–21. Mai 2016, Sri Lanka, Indien, Bangladesch: Roanu
- Anfang Dezember 2017, Sri Lanka, Indien: Ockhi, 16 Tote am 1. Tag[7]
- 26. April bis 5. Mai 2019, Indien: Fani, Kategorie 4, mind. 56 Tote
- 20.–21. Mai 2020, Indien, Bangladesch: Amphan
- Mitte Mai 2023, Golf von Bengalen, Bangladesch, Myanmar: Mocha, mindestens 400 Tote oder Vermisste, vor allem Angehörige der Rohingya[8][9]
  - Landgang am 14. Mai bei Sittwe im Grenzgebiet von Bangladesch und Myanmar, schließlich Kat. 5 mit Windstärken über 315 km/h und Wellenhöhen von bis zu 15 Metern.[10] Im Vorfeld waren aus den betreffenden Küstenregionen Bangladeschs und Myanmars 400.000 Menschen evakuiert worden. Auch das „größte Flüchtlingslager der Welt“ war betroffen, Kutupalong in Bangladesch.[11] Mocha wurde als schlimmster in der Region aufgetretener Zyklon der letzten 20 Jahre bezeichnet.[12][9]

### Südwestlicher Indik
Im südwestlichen Indik führen Zyklone vor allem durch ergiebige, andauernde Steigungsregen in dem schroffen Bergland von Réunion und Madagaskar zu Erdrutschen und Sturzfluten. In der flachen Küstenregion Mosambiks kommt es zu weitflächigen Überschwemmungen.
Bedeutende Zyklone im südwestlichen Indik (Auswahl)
- April 1892, Mauritius: Zyklon von 1892, 1200 Tote[13]
- 28. Februar 1960: Carol, 42 Tote[14]
- Januar 1980, Réunion: Hyacinthe, 25 Tote. Mit über 6 m Niederschlag in 15 Tagen, der niederschlagsreichsten Zyklone der je aufgezeichnet wurde.
- Anfang März 2004: Gafilo, 363 Tote.[15]
- Ab 20. Februar 2007: Gamede, mit 5500 mm Niederschlag in neun Tagen, einer der niederschlagsreichsten Zyklone der je aufgezeichnet wurde.
- Ende März 2014: Hellen, der stärkste tropische Wirbelsturm in der Straße von Mosambik seit Beginn der Satellitenwetterbeobachtung.
- Anfang März 2017: Enawo, der schwerste Sturm, der Madagaskar seit dem Zyklon Gafilo traf.
- Mitte März 2019: Idai, ~800 Tote. Er gehört zu den drei opferreichsten tropischen Wirbelstürmen auf der Südhalbkugel seit Beginn verlässlicher Wetterbeobachtungen.[16]
- Mitte April 2019: Kenneth, der intensivste tropische Wirbelsturm, der in der aufgezeichneten Geschichte des Landes auf Mosambik getroffen ist.[17]
- Anfang Februar 2022: Batsirai, mind. 121 Tote. Er war seit Zyklon Enawo der stärkste tropische Wirbelsturm der Madagaskar traf.
- Februar und März 2023: Freddy, über 1193 Menschen kamen  im südöstlichen Afrika ums Leben. Freddy war einer von bis dahin lediglich vier Sturmsystemen, die den Indischen Ozean von Osten nach Westen komplett überquert haben.

### Gewässer um Australien
- Dezember 1974: Zyklon Tracy
- März 2006: Zyklon Larry
- Februar 2011: Zyklon Yasi
- März 2012: Zyklon Lua
- März 2017: Zyklon Debbie
- Februar 2018: Zyklon Gita

### Südlicher Pazifik
Im südlichen Pazifik besteht Gefahr vor allem durch die oft nur geringe Höhe über dem Meeresspiegel der Inselwelt Ozeaniens:
- Zyklon Pam: März 2015, Vanuatu[18]
- 20. Februar 2016: Zyklon Winston, Fidschi-Inseln: Kategorie 5, Spitzen bis zu 300 km/h, tausende Häuser und einige Brücken zerstört oder beschädigt, meldete die Luftwaffe Neuseelands nach Überflügen. Die meisten Hotelanlagen wurden nicht so schwer beschädigt:

„Der Strom wurde in Teilen der Hauptinseln wiederhergestellt, aber viele […] Inseln […] von der Außenwelt abgeschnitten. […] Wege durch Erdrutsche verschüttet.“ 21 Tote laut Nachrichtenportal FijiVillage.
- Dezember 2020: Zyklon Yasa

## Sonstiges
Vielfach werden die Bezeichnungen für einen tropischen Wirbelsturm im Indischen Ozean (der Zyklon, Pl. die Zyklone) und ein Tiefdruckgebiet im Allgemeinen (die Zyklone, Pl. die Zyklonen) verwechselt.